# Tlacateotl
Tlacateotl ou Tlacateotzin (?-1426) foi o segundo tlatoani (governante) da cidade asteca Tlatelolco. Ele sucedeu seu pai, Cuacuapitzahuac.
Antes de chegar ao poder, Tlacatéotl era um soldado que, entre outras batalhas, liderava os exércitos de Tlatelolcan contra Texcoco no conflito que enfrentava aquela cidade com Azcapotzalco, à qual os Tlatelolcas estavam subordinados. Anteriormente, tinha se destacado na expansão do tepaneca em direção a Puebla, onde já estava sujeito a Cuauhtinchan e seus arredores.
Tlacatéotl foi eleito como tlatoani em 1418, e sob seu governo a cidade continuou a aumentar sua importância como ponto importante para o comércio na Mesoamérica. Ele procurou embelezar sua cidade trazendo esculturas da Tula abandonada, mas em seu governo também houve as primeiras guerras com seus vizinhos em Tenochtitlán. Seu governo terminou com sua morte em 1427, data em que, como o asteca tlatoani Chimalpopoca foi morto por ordens do Senhor de Azcapotzalco Maxtla; provavelmente ele foi morto por pedras quando ele estava viajando em sua canoa. Ele foi sucedido por seu neto Cuauhtlatoa.